# David A. Huffman
David A. Huffman ( 9 de agosto de 1925 - 7 de octubre de 1999) fue un personaje ilustre en el campo de ciencias de la computación en general y en la codificación de datos en particular, además de ser profesor en EE. UU.
A lo largo de su vida hizo contribuciones importantes al estudio de aparatos finitos, circuitos aleatorios, síntesis de procedimientos, y diseño de señales. Sin embargo es más conocido por su "código de Huffman", un sistema de compresión y codificación de longitud variable. Este fue el resultado de su proyecto de fin de carrera que escribió mientras era un estudiante de postgraduado en el Instituto Tecnológico de Massachusetts (MIT).
El código de Huffman, también conocido como “codificación Huffman”, puede ser usado en casi cualquier aplicación, ya que es un sistema válido para la compresión y posterior transmisión de cualquier dato en formato digital, pudiendo aplicarse a faxes, módems, redes de computadoras y televisión.

## Biografía
Nacido en Ohio, consiguió su título en ingeniería eléctrica en la Universidad Estatal de Ohio cuando tenía 18 años de edad. Posteriormente cumplió servicio militar, llegando a ser oficial de la marina, siendo el encargado del mantenimiento del radar de un destructor que ayudó limpiar de minas las aguas chinas y japonesas tras la Segunda Guerra Mundial.
Continuó sus estudios consiguiendo los títulos de ingeniería electrónica y de postgrado en Ohio (1949) y en el Instituto Tecnológico de Massachusetts (MIT), respectivamente.
Se unió al cuerpo docente en 1953 en el MIT. En 1967, fue a la Universidad de California (Santa Cruz), también como docente, y fundó el departamento de ciencia informática, donde tuvo un papel muy importante en el desarrollo de los programas académicos del departamento. Incluso, entre los años 1970 y 1973 desempeñó funciones como presidente. Se jubiló en 1994, pero permaneció en activo como profesor emérito, enseñando teoría de la información y dando cursos de análisis de señales.
Hizo contribuciones importantes en muchas otras áreas, incluyendo teoría de la información y codificación, diseños de señal para aplicaciones de radar y comunicaciones, así como procedimientos de diseño para circuitos lógicos asíncronos. Como consecuencia de su trabajo sobre las propiedades matemáticas de las superficies "La escoliosis de cero", elaboró sus propias técnicas para doblar papel en formas de esculpidas anormales.
Sus logros le valieron numerosos premios y honores. El último de ellos fue en 1999, cuando recibió la medalla del instituto Electrónico Richard Hamming y de los ingenieros electrónicos (IEEE) en reconocimiento de sus contribuciones excepcionales a las ciencias de información y la informática. También recibió la medalla E. Louis Levy del Instituto de Franklin sobre su tesis doctoral sobre la conmutación secuencial de Circuito eléctrico. También recibió premios como alumno distinguido de la Universidad de Ohio y el Wallace McDowell y otros prestigiosos premios de investigación tecnológica.
Murió en 1999 después de una lucha de 10 meses contra el cáncer. Nunca trató de patentar ninguno de los resultados de su trabajo, sino que en su lugar concentró sus esfuerzos en la educación. En palabras del propio Huffman, "Mis productos son mis estudiantes".